# Вид на море у Схевенингена
«Вид на море у Схевенингена» (нидерл. Zeegezicht bij Scheveningen) — картина известного нидерландского художника Винсента Ван Гога. Она была написана в августе 1882 года в Гааге. Картина хранится в «Музее Ван Гога» в Амстердаме.

## История
В декабре 1881 года появляются первые работы Винсента Ван Гога, которые были написаны под наблюдением и руководством Антона Мауве (1838—1888). Он был мужем двоюродной сестры Ван Гога. Тогда было ясно, что для чёткого выполнения работы молодому художнику предстоит ещё учиться. Он снова принимается за рисунок, добиваясь этой мастерской чёткости. В августе 1882 года Ван Гог осуществляет вторую попытку освоиться в мастерстве живописи, как ему говорил учитель. Во время занятий возникает вот этот морской пейзаж, где изображён вид на море во время бури в Схевенингене. Художник описал свои впечатления: «Ветер дул с такой силой, что было трудно удержаться на ногах». Выдерживая сильные порывы ветра, которые несли с собой уйму песка, Ван Гог не жалея красок, быстро и мощно изобразил на своём полотне происходящее. От бури к краске пристали песчинки, которые потом пришлось счищать с холста. Художник в первом же убежище начал работу сначала, однако сумел оставить несколько «впечатлений» от бури.

## Похищение картины
Картина «Вид на море у Схевенингена» была похищена из Музея Винсента Ван Гога 7 декабря 2002 года. С этой картиной была похищена ещё одна: «Выход из протестантской церкви в Нюэнене». 30 сентября 2016 года стало известно, что итальянская полиция обнаружила обе работы в убежище одного из главарей мафии; полицейская операция состоялась ещё в январе 2016 года. Оригинальные рамы не сохранились, состояние самих полотен было оценено как удовлетворительное. Картина была возвращена в музей Ван Гога и после некоторой реставрации вновь выставлена в марте 2017 года. 